# Кран, Аннике
Аннике Кран (нем. Annike Krahn, 1 июля 1985) — немецкая футболистка, выступающая на позиции защитника. Выступала за сборную Германии. Чемпион мира (2007), двукратный чемпион Европы (2009 и 2013), бронзовый призёр летних Олимпийских игр (2008).

## Карьера

### Клубная
Кран начала играть за юношеские команды в возрасте 4-х лет. Выступала за команды «СВ Вестфалия-Вейтмар 09», «Вальдесранд-Линден», «ТуС Гарпен» и «Ваттеншайд 09» до своего перехода в профессиональный футбольный клуб «Дуйсбург 2001» в 2004 году. В составе «Дуйсбурга» Аннике Кран пять раз становилась серебряным призёром Бундеслиги (в том числе четыре раза подряд с 2005 по 2008 годы), дважды побеждала в кубке Германии, один раз стала победителем Кубка УЕФА в сезоне 2008/09.
В рамках квалификации к Лиге чемпионов УЕФА в матче против ЖФК «Глазго Сити» в августе 2010 года получила травму передней крестообразной связки левого колена, из-за чего пропустила весь сезон 2010/11. В 2012 году после восьми лет выступлений за «Дуйсбург» Кран покинула клуб и 20 июля 2012 года заключила двухлетний контракт с «Пари Сен-Жермен».

### В сборной
С 2002 года выступала за юношескую и молодёжную сборные Германии. Вызывалась в основную сборную в январе 2005 года на товарищеский матч против Австралии, но на поле не вышла. На чемпионате мира 2007 изначально была запасным игроком, но после травмы Сандры Миннерт получила место в основном составе. С тех пор регулярно вызывается в сборную. В составе сборной Германии стала чемпионом мира в 2007 году, двукратным чемпионом Европы в 2009 и 2013 годах, бронзовым призёром летних Олимпийских игр 2008.

#### Голы за сборную
| Голы Аннике Кран за сборную Германии | Голы Аннике Кран за сборную Германии | Голы Аннике Кран за сборную Германии | Голы Аннике Кран за сборную Германии | Голы Аннике Кран за сборную Германии | Голы Аннике Кран за сборную Германии | Голы Аннике Кран за сборную Германии |
| №                                    | Дата                                 | Место                                | Соперник                             | Счёт                                 | Итог                                 | Турнир                               |
| ------------------------------------ | ------------------------------------ | ------------------------------------ | ------------------------------------ | ------------------------------------ | ------------------------------------ | ------------------------------------ |
| 1.                                   | 22 сентября 2007                     | Ухань, Китай                         | КНДР                                 | 3-0                                  | 3-0                                  | Чемпионат мира 2007                  |
| 2.                                   | 1 ноября 2007                        | Волендам, Нидерланды                 | Нидерланды                           | 1-0                                  | 1-0                                  | Чемпионат Европы 2009 (отбор)        |
| 3.                                   | 29 мая 2008                          | Кассель, Германия                    | Уэльс                                | 3-0                                  | 4-0                                  | Чемпионат Европы 2009 (отбор)        |
| 4.                                   | 27 августа 2009                      | Тампере, Финляндия                   | Франция                              | 2-0                                  | 5-1                                  | Чемпионат Европы 2009                |
| 5.                                   | 26 октября 2013                      | Копер, Словения                      | Словения                             | 4-0                                  | 13-0                                 | Чемпионат мира 2015 (отбор)          |

## Достижения

### Клубные

#### «Дуйсбург 2001»
- Кубок УЕФА: победитель (1) 2008/09
- Чемпионат Германии: серебряный призёр (5) 2004/05, 2005/06, 2006/07, 2007/08, 2009/10
- Кубок Германии: победитель (2) 2008/09, 2009/10; финалист (1) 2006/07

### В сборной
- Чемпионат мира: победитель (1) 2007
- Чемпионат Европы: победитель (2) 2009, 2013
- Олимпийские игры: бронзовый призёр (1) 2008
- Кубок Алгарве: победитель (3) 2006, 2012, 2014
- Чемпионат мира (до 20 лет): победитель (1) 2004
- Чемпионат Европы (до 19 лет): серебряный призёр (1) 2004

### Индивидуальные
- Серебряный лавровый лист[8]